# Піддубний Микола Олегович
Микола Олегович Піддубний (22 січня 1942, с. Бовтишка, Олександрівський район, Кіровоградська область) — український юрист; генерал-лейтенант міліції; Заслужений юрист України.

## Життєпис
Народився 22 січня 1942 року в селі Бовтишка Олександрівського району Кіровоградської області.
У 1961—1966 рр. — проходив службу в збройних силах у Закавкаькому військовому окрузі.
З 1966 року — оперуповноважений карного розшуку Васильківського РВВС Київської області. Згодом начальником відділення карного розшуку та заступником начальника Васильківського РВВС МВС України.
З 1982 року — старший оперуповноважений карного розшуку ГУВС м. Києва, згодом начальник відділу карного розшуку ГУВС м. Києва
З 1990 року — перший начальник Управління по боротьбі з організованою злочинністю ГУВС м. Києва. Працював заступником ГУВС міста Києва. 
У 1994—1997 рр. — начальник Головного управління внутрішніх справ міста Києва, заступник міністра внутрішніх справ України.
З 6 листопада 1997 року — заступник директора Національного бюро розслідувань України. Брав участь у симпозіумі з питань організованої злочинності Федерального бюро розслідувань Міністерства юстиції США.
З 2000 року заступник начальника Головного управління по боротьбі з корупцією та організованою злочинністю Служби безпеки України.

## Нагороди та відзнаки
- Почесний знак «Заслужений співробітник МВС СРСР»
- Почесний знак «Заслужений працівник МВС України»
- Почесна відзнака Президента України «За заслуги», за особисту мужність і відвагу при знешкодженні злочинців
- Орден Святого рівноапостольного князя Володимира ІІІ ступеня (2003)

## Автор книги
- Микола Піддубний «Викрити перевертня»